# Kennedy Ondiek
Kennedy Ondiek (* 12. Dezember 1966 in Kisumu; † 14. Juli 2011) war ein kenianischer Leichtathlet.

## Leben
Ondiek war Ende der 1980er Jahre bis Mitte der 1990er Jahre einer der besten Sprinter Kenias und nahm an zahlreichen internationalen Wettkämpfen teil. Zusammen mit Joseph Gikonyo, dem 100- und 200-Meter-Sieger bei den Afrikameisterschaften 1990 in Kairo trug er maßgeblich dazu bei, den Sprint in Kenia populärer zu machen.
Bei den Olympischen Sommerspielen 1988 in Seoul erreichte er die Viertelfinale in den 100- und 200-Meter-Läufen der Männer. Außerdem startete er in der 4-mal-100-Meter-Staffel und erreichte zusammen mit Peter Wekesa, Simeon Kipkemboi und Elkana Nyangau das Halbfinale.
Bei den Commonwealth Games 1990 in Auckland wurde er Achter im 200-Meter-Lauf und erreichte darüber hinaus 1991 das 200-Meter-Viertelfinale bei den Weltmeisterschaften 1991 in Tokio. Bei den Olympischen Sommerspielen 1992 in Barcelona startete er bei den Leichtathletikwettbewerben abermals im 100- und im 200-Meter-Lauf und erreichte beim 200-Meter-Lauf wieder das Viertelfinale. Auch bei den Weltmeisterschaften 1993 in Stuttgart schied er wiederum nach dem Viertelfinale aus, während er bei den Commonwealth Games 1994 in Victoria bereits nach der Vorrunde ausschied.
Ondiek verstarb am 14. Juli 2011 unter ungeklärten Umständen.